# Forcipomyia monticola
Forcipomyia monticola är en tvåvingeart som beskrevs av Jean-Jacques Kieffer 1913. Forcipomyia monticola ingår i släktet Forcipomyia och familjen svidknott. Inga underarter finns listade i Catalogue of Life.